# An Over-Incubated Baby
 (juillet 2025).
Pour plus de détails, voir Fiche technique et Distribution.
An Over-Incubated Baby est un court métrage muet britannique de Walter R. Booth, sorti en 1901.

## Synopsis
Dans le laboratoire d'un professeur, on voit une grosse machine devant laquelle pend une pancarte : « Incubateur de bébé du professeur Bakem - 12 mois de croissance en une heure ». Une mère entre en portant son petit enfant. Elle le remet à l'assistant de Bakem. Elle part et l'incompétent assistant place l'enfant dans le berceau de la machine et referme le couvercle. Il dispose une lampe à pétrole allumée sous le berceau mais la renverse par mégarde, créant un début d'incendie. Il arrive cependant à l'éteindre avant que revienne la mère. Il ouvre le couvercle. L'enfant a bien grandi et grossi, mais il porte aussi une barbe (et un chapeau), au désespoir de la mère, mais à l'hilarité du professeur.

## Fiche technique
- Titre original : An Over-Incubated Baby
- Réalisation : Walter R. Booth
- Production Robert W. Paul
- Pays d'origine : Grande-Bretagne
- Format : Court métrage en noir et blanc
- Son : muet
- Genre : Comédie de science-fiction
- Durée : 1 minute